# 3276 Porta Coeli
3276 Porta Coeli (1982 RZ1) là một tiểu hành tinh vành đai chính được phát hiện ngày 15 tháng 9 năm 1982 bởi A. Mrkos ở Klet.